# نيكولا فلاشيتش
نيكولا فلاشيتش (nǐkola ʋlâʃitɕ) لاعب كرة قدم كرواتي محترف يلعب كلاعب خط الوسط المهاجم لنادي تورينو الإيطالي والمنتخب الكرواتي. في عام 2014، قدمت فلاسيتش قائمة من أفضل 40 لاعب كرة قدم في العالم ولدوا في عام 1997، من قبل صحيفة الجارديان.

## الأندية التي لعب لها

### هايدوك سبليت
ولد في سبليت لأسرة ألعاب القوى مدرب جوسكو فلاسيتش، والشقيق الأصغر لبطل العالم الوثب العالي بلانكا فلاسيتش، كان ينظر الكروية المستقبلية نيكولا بأنها «مشروع» من قبل والده، الذي بدأ تدريبه شخصيا من أي وقت مضى منذ أن كان أربع سنوات.
ذهب فلاسيتش للانضمام إلى أكاديمية NK Omladinac Vranjic ، قبل أن يتم إحضاره إلى هايدوك سبليت، ظهر لأول مرة لمنتخب كرواتيا الوطني في كأس العالم 16 عام في سن الرابعة عشرة ، يلعب بانتظام مع زملائه الأقدم منتخب 17 عام وكذالك منتخب تحت 18. تفوق في مستوى نادي الشباب أيضاً، وفي موسم 2013-2014 شكّل شراكة قوية في خط الوسط لفريق هايدوك تحت 17 عام مع أندريا باليتش، مما أدى إلى إنهاء الفريق في النصف الأول من الموسم في المركز الأول، بدون أي خساره. بعد ذلك، حصل الاثنان على عقود مهنية موقعة ، وتم نقلهما إلى فريق تحت 19، حيث لعب بشكل منتظم.
شارك لأول مرة مع الفريق في المباراة التأهيلية في دوري أوروبا في 17 يوليو 2014، حيث لعب في مباراة الذهاب ضد نادي دوندالك. سجل في أول ظهور له، وأصبح أصغر هداف هايدوك سبليت في المسابقات الدولية، كان يبلغ 16 سنة و 9 أشهر، أقل من شهرين من حامل الرقم القياسي السابق ماريو تيتشينوفيتش. في ذلك الموسم، شارك فلاسيتش في إحراز 37 مباراة في جميع المسابقات، حيث سجل أربعة أهداف.
في 30 يونيو 2016، أعلن هايدوك سبليت أنه تم تعيين فلاسيتش نائبا للكابتن، مع استمرار لوفري كالينيتش ليكون الكابتن. حيث كان كالينيتش في عطلة طويلة كنتيجة لكونه جزءًا من الفريق الكرواتي في كأس الأمم الأوروبية 2016، احتل فلايشيتش هدجوك لأول مرة في 14 يوليو 2016، المباراة الافتتاحية للموسم. تعادل 2-2 خارج ملعب CS Studențesc Iași في الدور الثاني من مرحلة التأهل للدوري الأوروبي 2016-2016 . وعلي الرغم من صغر سنه الا انه حمل شارة الكابتن اربع مرات اخري في نفس الموسم.

#### ايفرتون
في 31 أغسطس 2017، وقع فلاسيتش صفقة لمدة خمس سنوات مع نادي ايفرتون للدوري الإنجليزي مقابل حوالي 10 ملايين جنيه إسترليني ، وهو أغلي لاعب باعه هايدوك. فلاسيتش أعجب مدرب ايفرتون رونالد كومان ومدير كرة القدم ستيف والش عندماتواجه إيفرتون وهايدوك بعضها البعض في 2017-18 الدوري الأوروبي الجولة مباراة فاصلة. سجل فلاسيتش هدفه الأول لإيفرتون في أول ظهور له في جوديسون بارك ليضع إيفرتون أمام أبولون ليماسول في الدوري الأوروبي، في الدقيقة 66 في 28 سبتمبر.

## المنتخب الكرواتي
في 28 مايو 2017، ظهر فلاسيتش لأول مرة مع كرواتيا في مباراة ودية ضد المكسيك وكان في التشكيلة الأساسية.

## إحصاءات
| النادي       | موسم      | الدوري           | الدوري | الدوري | كأس عالم | كأس عالم | الكأس | الكأس | اوربا | اوربا | المجموع | المجموع |
| النادي       | موسم      | قطاع             | لعب    | اهداف  | لعب      | اهداف    | لعب   | اهداف | لعب   | اهداف | لعب     | اهداف   |
| ------------ | --------- | ---------------- | ------ | ------ | -------- | -------- | ----- | ----- | ----- | ----- | ------- | ------- |
| هايدوك سبليت | 2014-15   | الدوري الكرواتي  | 27     | 3      | 5        | 0        | —     | —     | 5     | 1     | 37      | 4       |
| هايدوك سبليت | 2015-16   | الدوري الكرواتي  | 23     | 1      | 3        | 0        | —     | —     | 8     | 1     | 34      | 2       |
| هايدوك سبليت | 2016-17   | الدوري الكرواتي  | 30     | 4      | 1        | 0        | —     | —     | 6     | 0     | 37      | 4       |
| هايدوك سبليت | 2017-18   | الدوري الكرواتي  | 6      | 3      | 0        | 0        | —     | —     | 6     | 0     | 12      | 3       |
| هايدوك سبليت | Total     | Total            | 86     | 11     | 9        | 0        | —     | —     | 25    | 2     | 120     | 13      |
| ايفرتون      | 2017-2018 | الدوري الأنجليزي | 12     | 0      | 0        | 0        | 1     | 0     | 6     | 2     | 19      | 2       |
| مجموع        | مجموع     | مجموع            | 98     | 11     | 9        | 0        | 1     | 0     | 31    | 4     | 139     | 15      |

## روابط خارجية
- نيكولا فلاشيتش على موقع الاتحاد الدولي (مؤرشف)  (الإنجليزية)
- نيكولا فلاشيتش على موقع الاتحاد الأوربي (الإنجليزية)
- نيكولا فلاشيتش على موقع اتحاد كرواتيا (الكرواتية)
- نيكولا فلاشيتش على موقع قاعدة بيانات كرة القدم.إي يو (الإنجليزية)
- نيكولا فلاشيتش على موقع ناشيونال فوتبول تيمز (الإنجليزية)
- نيكولا فلاشيتش على موقع Soccerbase.com (لاعب) (الإنجليزية)
- نيكولا فلاشيتش على موقع Soccerway.com (الإنجليزية)
- نيكولا فلاشيتش على موقع عالم كرة القدم.نت (الإنجليزية)